# Adana Demirspor
Adana Demirspor je turecký sportovní klub z města Adana, který byl založen v roce 1940. Fotbalový oddíl klubu hraje svá domácí utkání na stadionu Adana 5 Ocak Stadyumu s kapacitou 14 085 diváků, kde působí i druhý fotbalový klub z Adany Adanaspor. Klubové barvy jsou světle a tmavě modrá. V sezóně 2012/13 se umístil na 8. místě turecké druhé ligy PTT 1. Lig.
Mimo kopané provozuje klub i další sporty, lehkou atletiku, volejbal, basketbal, plavání, vodní pólo, cyklistiku a zápas.

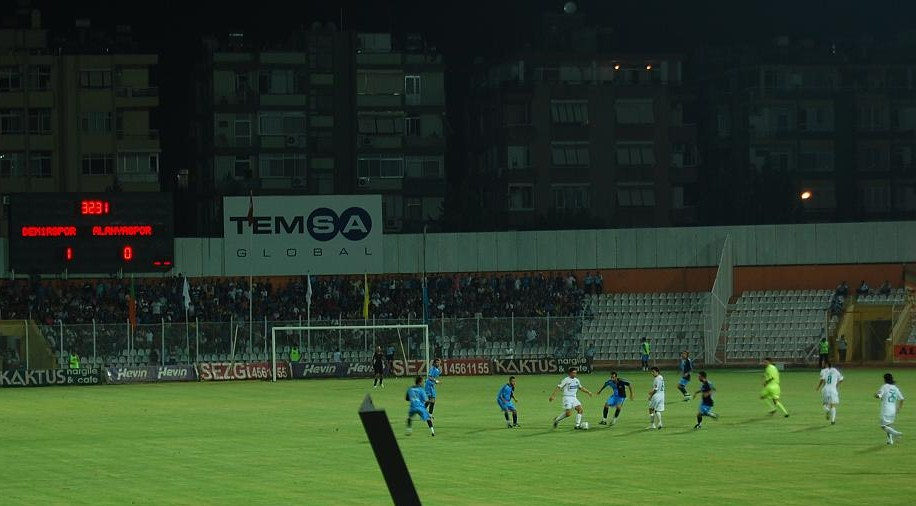
Utkání Adana Demirsporu proti Alanyasporu 31. srpna 2008.

## Čeští hráči v klubu
Seznam českých hráčů, kteří působili v klubu Adana Demirspor:
- Jan Rajnoch [3]